# Bertus
Bertus is een Germaanse voornaam van een jongen. Andere vormen van deze naam zijn: Albert (Albertus), Hubertus en Lambertus. Bert is een afgekorte vorm.

## Bekende personen met de voornaam Bertus
- Bertus Aafjes (1914–1993), Nederlands schrijver en dichter
- Bertus Ausum, Nederlands voetbalscheidsrechter
- Bertus Borgers (1947), Nederlandse muzikant
- Bertus Botterman (1910–2001), Nederlands acteur
- Bertus Brandsen (1914), Nederlands politicus en vakbondsbestuurder
- Bertus Brouwer (1900–1952), Nederlands atleet
- Bertus Butter (1951), Nederlands ijsmeester en ontwerper van schaatshallen
- Bertus Bul (1897–1972), Nederlands voetballer
- Bertus ten Caat (1952), Nederlands journalist, columnist, publicist en muzikant
- Bertus Caldenhove (1914–1983), Nederlands voetballer
- Bertus Coops (1874–1966), Nederlands politicus
- Bertus Fennema (1944), Nederlands politicus
- Bertus Freese (1902–1959), Nederlandse voetballer
- Bertus van Hamersveld (1896–1975), Nederlands motorcoureur
- Bertus de Harder (1920–1982), Nederlands voetballer en voetbaltrainer
- Bertus Hendriks (1942), Nederlands journalist en Midden-Oostendeskundige
- Bertus Hoogerman (1938–2004), Nederlands voetballer
- Bertus van der Houven (1883–1963), Nederlands vakbondsbestuurder en politicus
- Bertus Klasen (1889–1965), Nederlandse scheepsbevrachter, radiofabrikant en uitvinder
- Bertus Leerkes (1922–2000), Nederlands politicus
- Bertus van Lier (1906–1972), Nederlands componist, dirigent, muziekwetenschapper, journalist en vertaler
- Bertus Lüske (1944–2003), Nederlands vastgoedhandelaar
- Bertus Maris (1939), Nederlands politicus
- Bertus Mensert, Nederlandse voetballer
- Bertus van Mook (1935), Nederlands golfer
- Bertus Quaars (1947), Nederlands voetballer
- Bertus de Rijk (1924–2012), Nederlandse hoogleraar wijsbegeerte en senator
- Bertus Schoester (1898–1966), Nederlands voetballer en voetbaltrainer
- Bertus Smit (golfer) (1953), Zuid-Afrikaans golfer
- Bertus Smit (politicus) (1897), Nederlands politicus
- Bertus Sondaar (1904–1984), Nederlands beeldhouwer
- Bertus Swaanswijk (pseudoniem: Lucebert) (1924-1994), Nederlands dichter en schilder
- Bertus Zuurbier (1880–1962), Nederlands politicus

## Fictieve personen
- Bertus (Disney-personage), butler van Dagobert Duck
- Bertus Bolderbast, karakter uit het weekblad Donald Duck